# Lazzaro Baldi

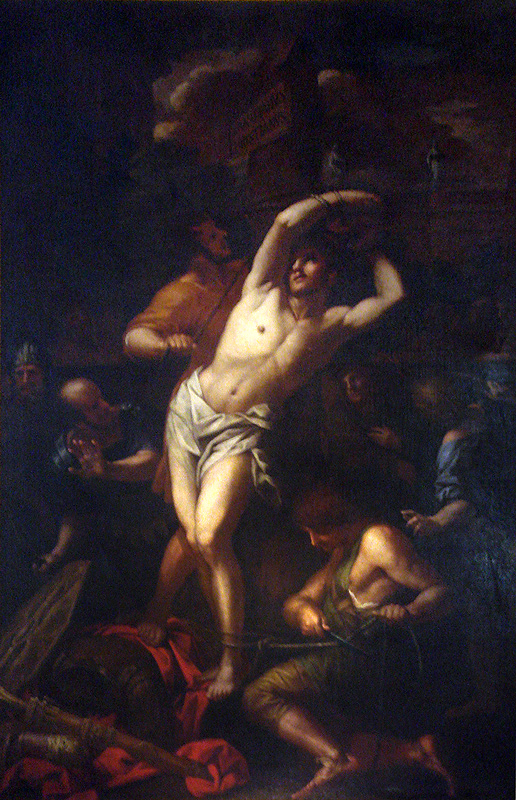
San Sebastiano, Duomo di Cortona

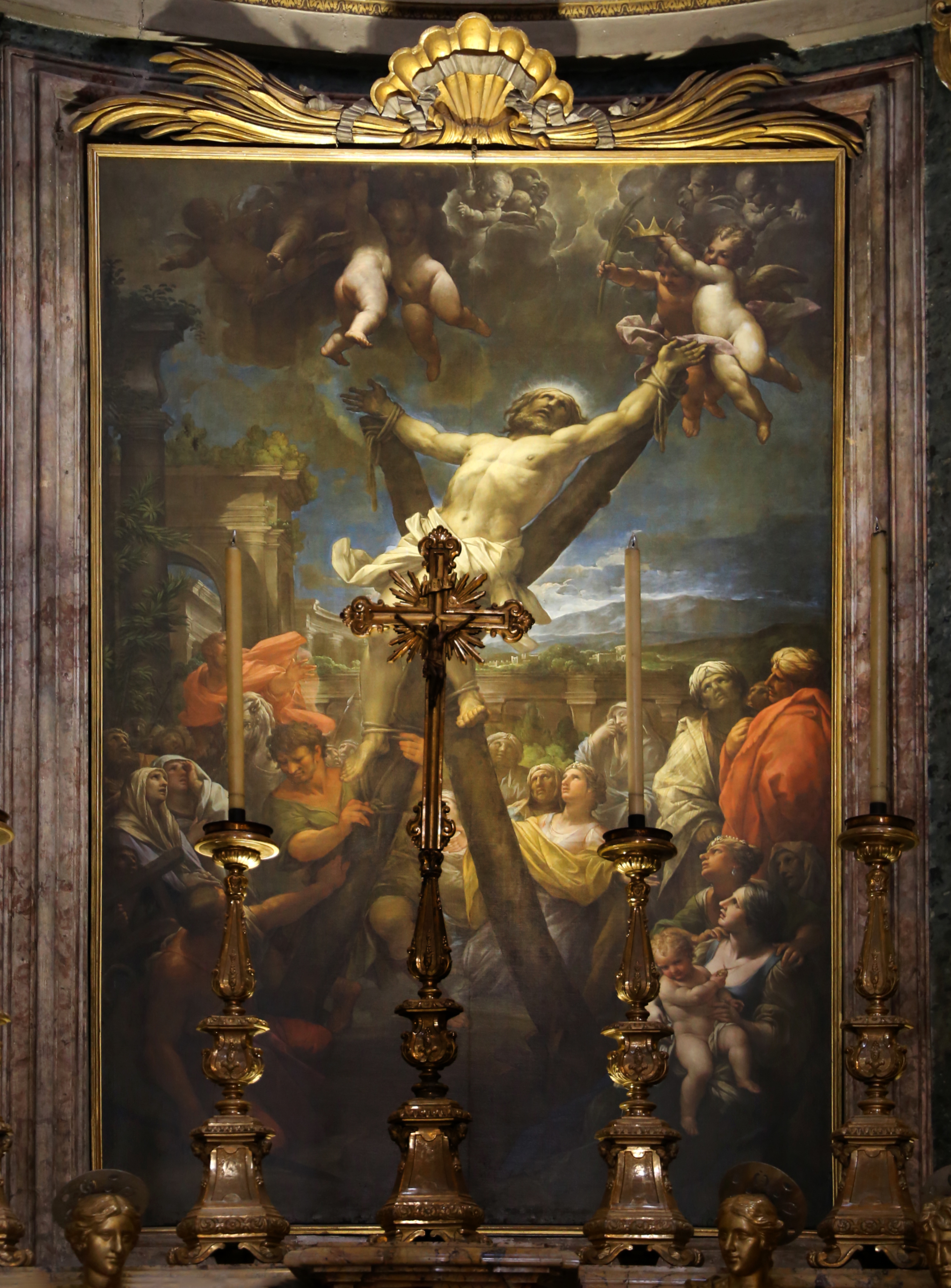
Crocifissione di sant'Andrea, basilica di Sant'Andrea delle Fratte, Roma

Lazzaro Baldi (Pistoia, 1624 circa – Roma, 1703) è stato un pittore italiano del periodo barocco, attivo principalmente a Roma.

## Biografia
Fu allievo di Francesco di Alessandro Leoncini e in seguito entrò a far parte della scuola di Pietro da Cortona a Roma dove apprese le tecniche dell'affresco. Si perfezionò all'Accademia nazionale di San Luca di cui divenne principe nel 1679.
Fra le sue opere più importanti la Creazione di Adamo ed Eva, il Diluvio universale e l'Annunciazione, realizzati per la galleria di papa Alessandro VII nel Palazzo del Quirinale in Roma, l'affresco del San Giovanni in Patmos nella Basilica di San Giovanni in Laterano.
Verso il 1658 affrescò il tempietto della Chiesa di San Giovanni in Oleo con Storie dell'evangelista, a cui seguirono i lavori nella cappella di Santa Rosa nella Basilica di Santa Maria sopra Minerva, le Storie di S. Carlo Borromeo e S. Filippo Neri nella Basilica di Sant'Anastasia al Palatino, lo stendardo raffigurante, da un lato il Miracolo dell'immagine piangente della Madonna, e dall'altro la Vergine in gloria, sito nella Chiesa di Santa Maria del Pianto, e le tele La creazione degli angeli e La caduta degli angeli ribelli nelle navate della Chiesa Nuova. Eseguì pure gli affreschi dell'abside di Santa Maria in Domnica, sotto il mosaico, raffiguranti tre episodi della vita di S. Lorenzo e S. Ciriaca. L'opera vuole rappresentare le origini di questa chiesa, in cui il diacono Lorenzo avrebbe curato le opere di carità della Chiesa di Roma assistito da Santa Ciriaca.
Tra le pale d'altare sono degne di nota l'Annunciazione della Chiesa di San Marcello al Corso e la Madonna del Rosario di Santa Anastasia.
Ha successivamente lavorato a Camerino, Pistoia, Perugia, dove ha dipinto la grande tela La discesa dello Spirito Santo, della chiesa di S. Spirito.
Dell'ultimo periodo della sua attività pittorica fanno parte il Martirio di Sant'Andrea nella Basilica di Sant'Andrea delle Fratte e la Madonna col Bambino e Sant'Antonio nel Palazzo Odescalchi di Bassano Romano. Ebbe come allievo Filippo Luzi, con cui condivise un'amicizia durata vent'anni.